# Molí Petit
Molí Petit és un antic molí fariner que depenia del monestir de Sant Joan de les Abadesses al Ripollès. La referència documental més antiga és del segle xiv, si bé es considera que es va construir al mateix moment que el monestir, al segle x. El monestir de Sant Joan de les Abadesses és va fundar l'any 887. És una obra del municipi de Sant Joan de les Abadesses a la comarca del Ripollès inclosa en l'Inventari del Patrimoni Arquitectònic de Catalunya.

## Descripció
Molí construït aprofitant un desnivell del terreny, la planta baixa és dedicada a habitatge, al nivell de riu se situen els desaigües. S'ha d'entendre acompanyat de la presa i el canal de conducció d'aigües.

## El molí dels ocells
L'entorn del Molí Petit té una gran diversitat d'ambients. La bassa del molí, la riera d'Arçamala, el bosc de ribera adjacent, el prat de dall, les vores arbustives, els boscos propers com els de pi roig o la roureda de roure pènol i la mateixa zona urbana de la vila de sant Joan de les Abadesses fan que conflueixi una elevada biodiversitat.
D'altra banda, des del CEA Alt Ter, s'han instal·lat menjadores i caixes niu destinades a la població d'ocells de la zona. Actualment, des del Molí Petit és molt fàcil veure moltes espècies d'ocells. Algunes espècies interessants que es poden veure amb facilitat són la mallerenga d'aigua (Poecile palustris) i el durbec (Coccothraustes coccothraustes) durant l'hivern.

## L'espai natural protegit de les Riberes de l'Alt Ter
És un espai natural protegit que engloba les ribes del riu Ter des de Camprodon fins a Ripoll, un tram del riu Ritort i també algunes planes i zones boscoses properes.
Aquest espai engloba diversos hàbitats d'interès comunitari com ara les vernedes (boscos de ribera), les rouredes de roure pènol, les fagedes acidòfiles, els prats de dall i els rius i torrents amb sargars.
El Molí Petit es troba al límit de l'espai protegit i n'esdevé un punt d'informació. Per aquest motiu a la primera planta hi ha una exposició permanent que destaca els valors d'aquest entorn. Des del Molí Petit es poden fer diferents itineraris que recorren aquest espai natural.
Dades principals de l'espai natural protegit:
Municipis on s'ubica: Ripoll, Sant Joan de les Abadesses, Sant Pau de Segúries i Camprodon.
Cursos fluvials principals: Riu Ter i riu Ritort. Cursos fluvials secundaris: Rec de Rodonella (Ripoll). Torrent de l'Òliba, riera d'Arçamala, torrent del Covilar, torrent de Clarà i torrent d'Escamarc (Sant Joan de les Abadesses). Torrent de Can Peric i torrent de Salelles (Camprodon).
Longitud de l'àrea protegida: 25 km (recorregut protegit dels rius Ter i Ritort).
Superfície protegida: 410 Ha.

## Història
Fins a la dècada de 1970 va funcionar utilitzant l'aigua com a única font d'energia, que captava de la Riera de l'Arçamala (també anomenada Samala) a través d'un canal. Durant l'any 2003, davant la importància patrimonial de l'edifici, el seu estat d'abandó i el risc de ruïna, l'ajuntament de Sant Joan de les Abadesses, a través d'un pla d'ocupació, va rehabilitar l'estructura externa de l'edifici principal del Molí.
Un cop recuperada l'estructura de l'immoble, l'ajuntament va treure a concurs públic, la rehabilitació interior i adequació per convertir el Molí Petit en un equipament de sensibilització mediambiental. Aquesta proposta va motivar el CEA Alt Ter a elaborar un projecte, posteriorment aprovat en ple de l'ajuntament el juliol del 2004.
El lloc del Molí Petit tenia tot per a fer-ne un centre d'estudi i interpretació de l'ecosistema fluvial. Les activitats que s'hi fan han d'apropar els visitants a aquest fràgil ecosistema per donar-lo a conèixer i fomentar actituds per conservar-lo.
D'altra banda, pel gran valor històric i cultural, es pretén preservar i donar a conèixer totes les feines relacionades amb l'ofici de moliner. Per aquest motiu es vol conservar i recuperar totes les parts relacionades amb el funcionament del molí (bassa, roda hidràulica, moles…)
Des del 2004, doncs, el CEA Alt Ter ha treballat per a que el Molí Petit recuperi el funcionament hidràulic que va perdre l'any 1970. Per aquest motiu ha fet diferents intervencions en els carcabans, el canal, el mur de la bassa i la mateixa bassa. L'any 2011 es va instal·lar un sistema de bombeig d'aigua des d'un pou fins a la bassa impulsat per energia solar.